# Garnet, entorno de desarrollo gráfico para LISP
Garnet (acrónimo de Generating an Amalgam of Real-time, Novel Editors and Toolkits) es una entorno de desarrollo de interfaces gráficas de usuario para Common Lisp y X11 o Macintosh, desarrollado por el Grupo de Software de Interfaces de Usuario del Instituto de Interacción Humano-Computadora de la Universidad de Carnegie Mellon.
Se trata de un complejo sistema que ofrece numerosas funcionalidades:
1) Características intrínsecas de Garnet:
- Un sistema de programación orientado a objetos propio que usa el modelo prototipo-instancia.

- Una capa de abstracción que oculta las diferencias entre X/11 y Macintosh.

- Gestión automática de restricciones: las propiedades de los objetos pueden depender de propiedades de otros objetos, y ser reevaluados automáticamente cuando haya cambios en los otros objetos. Las restricciones podrán ser cualquier experesión Lisp.

- Un sistema de gestión de eventos de entrada de alto-nivel

- Soporte del reconocimiento gestual.

- Widgets para la edición de texto con diversas fuentes, multi-línea y usando ratón.

- Opción para disponer automáticamente los datos de la aplicación en listas, tablas, árboles o grafos.

- Generación automática en PostScript para imprimir

- Soporte para visualización de aplicaciones y datos de gran tamaño.

2) Dos conjuntos distintos de Widgets
- Una con aspecto Motif y otra con aspecto propio

3) Herramientas de diseño interactivas para crear partes de la interface si escribir ni una sola línea de código:
- Gilt[4] interface builder for creating dialog boxes

- Lapidary[5] interactive tool for creating new widgets and for drawing application-specific objects.

- C32[6] es un editor de objetos y restricciones.

## Historia del proyecto
El desarrollo de Garnet dentro del Grupo de Software de Interfaces de Usuario del Instituto de Interacción Humano-Computadora la se inició en 1987 y finalizó en 1995 para iniciar el desarrollo de otra utilidad llamada Amulet, escrita en C++ y que desarrollaba las mejoras ideas .
Este software es de dominio público y desde mayo de 2002 existe un proyecto en sourceforge.net